# Good Neighbor Sam
Good Neighbor Sam is een Amerikaanse filmkomedie uit 1964 onder regie van David Swift met in de hoofdrollen Jack Lemmon en Romy Schneider. De film werd in Nederland uitgebracht onder de titel Sam van hiernaast.
Voor Romy Schneider was dit haar eerste Amerikaanse film. De film was een groot succes en bracht $ 9.072.726 op aan de kassa en verdiende daarmee $5,300.000. De film behaalde in Amerika de 9e plaats op de lijst van best bezochte films van 1964. Jack Lemmon ontving in 1965 voor zijn rol in deze film een nominatie voor een BAFTA als Best Foreign Actor in a Leading Role.

## Verhaal
Sam Bissell is een hardwerkende man die werkt bij het reclamebureau Burke & Hare in San Francisco. Hij is getrouwd met een liefhebbende vrouw en hij heeft twee kleine dochtertjes. Hij woont in een keurige buitenwijk van San Francisco. Een zeer belangrijke klant van het reclamebureau, Simon Nurdlinger, heeft geklaagd over de immorele reclame van het bureau. Dan wordt Sam door toeval bij hem geïntroduceerd en hij valt zeer in de smaak bij Nurdlinger. Sam wordt gepromoveerd tot de verantwoordelijke reclamemedewerker voor Nurdlinger-producten. Sam's vrouw Minerva heeft intussen haar oude studievriendin Janet Lagerlof uit Europa uitgenodigd. Janet is onlangs gescheiden van haar man Howard en ze is nu gelukkiger dan ooit. Ze wordt de nieuwe buurvrouw van Sam en Minerva want ze heeft de bungalow vlak naast hen gehuurd.
Ze is ook naar Amerika gekomen omdat ze een erfenis heeft gekregen van een onlangs overleden grootvader. De volgende dag krijgt ze te horen dat het een enorme erfenis blijkt te zijn van maar liefst 15 miljoen dollar. Voorwaarde is wel dat ze getrouwd moet zijn om de erfenis te mogen ontvangen. De echtscheidingsprocedure met Howard is nog in behandeling. Mocht iemand kunnen bewijzen dat ze niet meer bij haar man is dan gaat de erfenis naar haar neef en nicht Irene en Jack. Janet besluit daarom om haar scheiding met Howard te verbergen. Janet zit middenin de verhuizing als onverwacht Irene en Jack op bezoek komen. Janet besluit om te doen alsof Sam haar echtgenoot Howard is. Maar Irene en Jack vertrouwen het niet en huren een privédetective om de zaak te onderzoeken.
De zaak wordt ingewikkelder wanneer Nurdlinger door een misverstand denkt dat Janet de echtgenoot van Sam is. Sam is nu genoodzaakt om te doen alsof Janet inderdaad zijn echtgenoot is. Voor een reclamecampagne zoekt Nurdlinger het ideale doorsnee-echtpaar en hij denkt dat gevonden te hebben in Sam en Janet. Als overal in de stad grote Billboards komen te hangen met foto's van Sam en Janet dreigt het bedrog aan het licht te komen.

## Rolverdeling
| Acteur             | Personage        |
| ------------------ | ---------------- |
| Jack Lemmon        | Sam Bissell      |
| Romy Schneider     | Janet Lagerlof   |
| Dorothy Provine    | Minerva Bissell  |
| Mike Connors       | Howard Ebbets    |
| Edward G. Robinson | Simon Nurdlinger |
| Robert Q. Lewis    | Earl             |
| Edward Andrews     | Mr. Burke        |
| Louis Nye          | Privédetective   |
| Anne Seymour       | Irene Krump      |
| Charles Lane       | Jack Bailey      |